# Barbara Jefford
Barbara Jefford OBE (* 26. Juli 1930 in Plymstock, Devon, England, als Mary Jefford; † 12. September 2020) war eine britische Schauspielerin.
Sie wurde vor allem durch ihre Theaterauftritte bei der Royal Shakespeare Company, dem Old Vic Theatre sowie dem Royal National Theatre bekannt. Außerdem ist sie im englischsprachigen Raum auch für ihre Rolle als Molly Bloom in dem britischen Film Ulysses bekannt.

## Leben
Mary Barbara Jefford wurde 1930 im südwestlichen England geboren und ist dort auch aufgewachsen. Sie besuchte die Weirfield Schule in Taunton, Somerset, bevor sie nach London zog, um dort die Royal Academy of Dramatic Art zu besuchen, an der sie auch die Bancroft Gold Medal (deutsch: Bancroft Goldmedaille) erhielt.
Im Jahr 1946, noch als Schülerin, bekam sie kleine Rollen in der britischen Radiosendung Westward Ho!. Ihr Bühnendebüt jedoch hatte sie jedoch erst 1949, als sie die Viola in William Shakespeares Twelfth Night (deutsch: Was ihr wollt) spielte. Jefford galt in den 1950er-Jahren als eine der führenden jungen Bühnenschauspielerinnen in Großbritannien; sie spielte in dieser Zeit am Old Vic Theatre die meisten der großen Frauenrollen von Shakespeare. Sie soll im Laufe ihrer Karriere in allen bis auf vier Shakespeare-Stücken aufgetreten sein. Als sie 1965 den OBE vom britischen Königshaus für ihre Verdienste um das Theater erhielt, war sie die zu diesem Zeitpunkt bisher jüngste zivile Person, die diese Auszeichnung entgegennehmen durfte.
Zwar hatte Jefford bereits seit 1952 an Fernsehproduktionen mitgewirkt, doch ihr erster großer Auftritt in einem Kinofilm kam erst 1967 als Molly Bloom in der James-Joyce-Verfilmung Ulysses. Auch danach blieben ihre Film- und Fernsehauftritte gegenüber ihrer häufigen Mitwirkung an Theaterstücken vergleichsweise sporadisch. In dem Film In den Schuhen des Fischers (1968) spielte sie die verzweifelte Ärztin Dr. Ruth Faber, deren Mann, ein bekannter Reporter, ein Verhältnis mit einer jungen Frau in Rom unterhält. Im Laufe ihrer Filmkarriere spielte Jefford vor allem wohlhabende und kultivierte Damen, darunter als Baroness Kessler in Roman Polańskis Film Die neun Pforten (1999). Ihre letzten Filmauftritte hatte sie in The Deep Blue Sea (2011) von Terence Davies und Philomena (2013) von Stephen Frears.
Bei drei James-Bond-Filmen zwischen 1963 und 1977 synchronisierte Jeffords jeweils Bond-Girls in der englischen Originalfassung, da die stimmlichen Leistungen der Darstellerinnen als nicht überzeugend galten. Für ihre Arbeit, die möglichst unauffällig bleiben sollte, blieb Jefford im Vor- und Abspann der Bond-Filme ungenannt.
Barbara Jefford war von 1953 bis zur Scheidung 1960 mit ihrem Schauspielkollegen Terence Longdon (1922–2011) verheiratet. Ab 1967 war sie mit John Turner (* 1932), ebenfalls Schauspieler, verehelicht. Sie starb am 12. September 2020 im Alter von 90 Jahren friedlich in ihrem Zuhause.

## Filmografie (Auswahl)
- 1952: Tess of the D'Urbervilles (Fernsehfilm)
- 1963: James Bond 007 – Liebesgrüße aus Moskau (From Russia with Love, Stimme für Daniela Bianchi)
- 1965: James Bond 007 – Feuerball (Thunderball, Stimme für Molly Peters)
- 1967: Ulysses
- 1968: Ereignisse beim Bewachen der Bofors-Kanone (The Bofors Gun)
- 1968: In den Schuhen des Fischers (The Shoes of the Fisherman)
- 1968: A Midsummer Night’s Dream
- 1969: Canterbury Tales (Fernsehserie, 6 Folgen)
- 1971: Nur Vampire küssen blutig (Lust for a Vampire)
- 1973: Hitler – Die letzten zehn Tage (Hitler: The Last Ten Days)
- 1977: James Bond 007 – Der Spion, der mich liebte (The Spy Who Loved Me, Stimme für Caroline Munro)
- 1983: Fellinis Schiff der Träume (E la nave va)
- 1987: Porterhouse Blue (Miniserie, 4 Folgen)
- 1989: Der wiedergefundene Freund (Reunion)
- 1989: Der Fluch der Wale (When the Whales Came)
- 1991: Engel und Narren (Where Angels Fear to Tread)
- 1991: The House of Eliott (Fernsehserie, 12 Folgen)
- 1995: Eine unerhörte Affäre (A Village Affair, Fernsehfilm)
- 1997: The Saint – Der Mann ohne Namen (The Saint)
- 1999: Die neun Pforten (The Ninth Gate)
- 2000: Madame Bovary (Fernsehfilm)
- 2000: Inspector Barnaby – Der Mistgabel-Mörder (Midsomer Murders: Judgement Day, Fernsehreihe)
- 2009: Inspector Barnaby – Über den Dächern von Chattham (Midsomer Murders: The Creeper, Fernsehreihe)
- 2011: The Deep Blue Sea
- 2013: Philomena

## Ehrungen
- 1965 erhielt Barbara Jefford den OBE für ihre Dienste am Theater.
- 1977 wurde sie mit der Jubilee Festival Medal ausgezeichnet.